# アスティア
アスティア（英語: Astia ）は、富士フイルムのカラーリバーサルフィルムのブランド「フジクローム」を冠する銘柄のかつて存在したシリーズである。2012年（平成24年）3月、アスティア100F（アスティアひゃくエフ）120フィルム、220フィルム、シートフィルムの4×5in判、8×10in判、クイックロード4×5in判、それぞれの販売終了をもって、同銘柄は廃番となった。

## 略歴・概要
1997年（平成9年）3月、富士写真フイルム（現在の富士フイルム）は、フジクロームアスティア100（RAP, ISO 100/21）を発売する。135フィルム、120フィルム、220フィルム、シートフィルム（4×5in判8×10in判、11×14in判、クイックロード4×5in判）と幅広い種類のラインナップであった。同時発売は、フジクロームセンシア100（RA、1994年発売）の後継製品、フジクロームセンシアII100（RA II）。同年7月、テクニカル・イメージ・プレス・アソシエーション（TIPA）で、「フジクロームアスティア100」が受賞する。
2003年（平成15年）7月、「フジクロームベルビア100F」「フジクロームベルビア100」とともに、フジクロームアスティア100F（RAP F, ISO 100/21）が発売された。
2011年（平成23年）9月5日、富士フイルムは、「フジクロームアスティア100F」の120フィルム、220フィルム、シートフィルム（4×5in判、8×10in判、および4×5in判クイックロードタイプ）が2012年（平成24年）3月に生産終了すると発表した。同時にアナウンスされた「センシアIII100」の135フィルム、24枚撮・36枚撮のそれぞれ単品の販売終了（2011年12月）もあり、「フジクローム」ブランドのカラーリバーサルフィルムは、「ベルビア」「プロビア」の2つだけになる。
同社が「今後の使用推奨品」として指定するのは、同じリアルカラーだが超高彩度の「フジクロームプロビア100F」だという。

## 製品

### 100
アスティア100（アスティアひゃく、英語: Astia 100）は、1997年（平成9年）3月に発売された富士フイルムのカラーリバーサルフィルム、写真フィルムである。
2003年（平成15年）7月に発売されたアスティア100Fがこれを引き継いだ。

### 100F
アスティア100F（アスティアひゃくエフ、英語: Astia 100 F）は、2003年（平成15年）7月に発売された富士フイルムのカラーリバーサルフィルム、写真フィルムである。「アスティア」シリーズの最終ラインであり、2012年（平成24年）3月、同製品の生産終了とともに、「アスティア」シリーズの銘柄はすべて廃番となった。

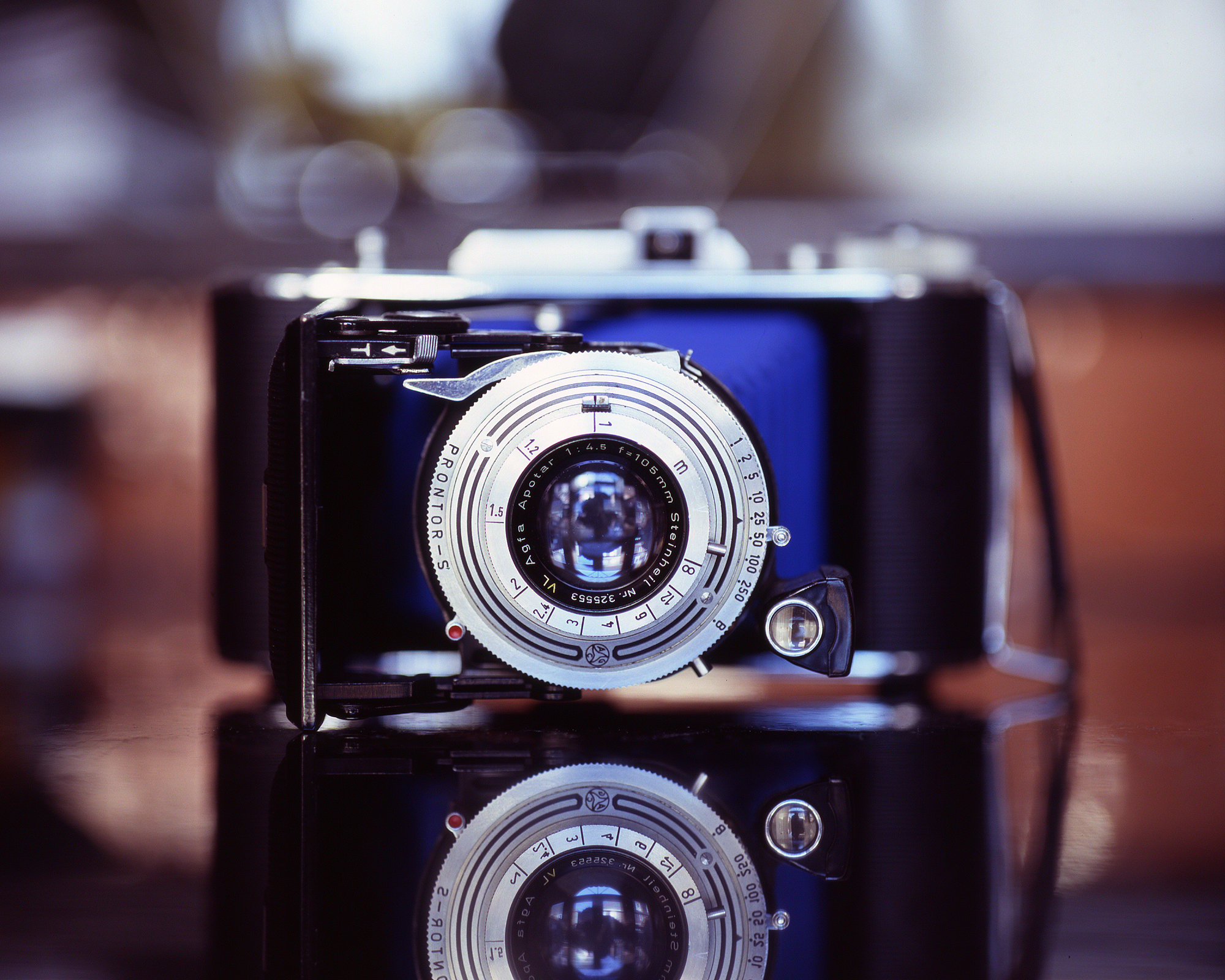
アスティア100Fで撮影したスライド写真。

同製品は、1997年（平成9年）3月発売の「フジクロームアスティア100」（RAP, ISO 100/21）の後継商品である。粒状性はRMS:7であり、前製品よりも向上し、色再現においてはリアルカラー、彩度は標準彩度、階調は軟調であり、シャープネスは高い。その点においては、同時期に発売された「センシアIII100」はとても近い製品であった。同社は「フジクロームアスティア100F」について、「究極の肌色再現を求めた世界最高レベルの超微粒子フイルム」と自負する。開発者によれば、「RMS:7」の粒状性はカラーリバーサルでは初の到達点であり、像構造画質、調子再現、色再現、画像堅牢性において著しい向上が実現できたフィルムであるという。
デイライトタイプのフィルムであり、タングステン光下では、「富士色温度変換フィルターLBB-12」、あるいは「ラッテンフィルターNo. 80A」を必要とする。
発売当初は「アスティア100」を引き継ぎ、135フィルム、120フィルム、220フィルム、シートフィルム（4×5in判、8×10in判、クイックロード4×5in判）と幅広い種類のラインナップであった。ロールフィルムについては、135フィルムでは厚さ0.127mm、120・220フィルムでは厚さ0.098mmのセルローストリアセテートを支持体とし、4×5in判（シノゴ）と8×10in判（バイテン）のシートフィルムでは、厚さ0.175mmのポリエステルを支持体とする。
現像処理は、他の「フジクローム」製品同様、「フジクロームフィルムプロセスCR-56」およびコダックのカラーリバーサルフィルム「エクタクローム」現像処方である「E-6現像」を指定している。
その後、135フィルムを廃止し、それに対して135フィルムのみとなった「センシアIII100」と棲み分けた。2011年（平成23年）9月5日、富士フイルムは、「フジクロームアスティア100F」の120フィルム、220フィルム、シートフィルム（4×5in判、8×10in判、および4×5in判クイックロードタイプ）が2012年（平成24年）3月に生産終了すると発表した。

## フィルムシミュレーション
富士フイルムのデジタルカメラの2009年以降の製品（FinepixF200EXRやS100FS、Xシリーズ全機種）では、「フィルムシミュレーションモード」の中に「Astia（ソフト）」として同じ名称が使われているが、同名のフィルムを模倣したものではなく、そのフィルムの色を再現するものではない。